# رانگرسدورف
رانگرسدورف (به آلمانی: Rangersdorf) یک منطقهٔ مسکونی در اتریش است که در ناحیه اشپیتال آن در دراو واقع شده‌است. رانگرسدورف ۱٬۷۵۴ نفر جمعیت دارد.